# Хомут

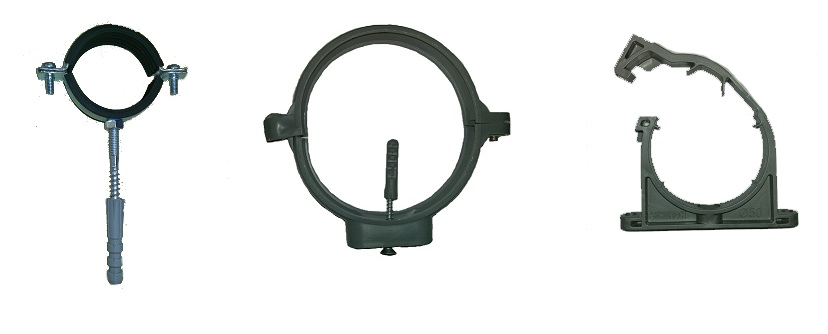
Різновиди хомутів.

Хому́т (англ. yoke, clamp, clip; нім. Schelle f, Rohrschelle f, Hebekappe f), також вірвант, урвант — у техніці  — деталь у вигляді зігнутого стержня або кільця для кріплення чого-небудь.

## Приклади
Хомут-елеватор монтажний – у свердловинному обладнанні – скобоподібний пристрій із затвором, який призначений для захоплювання, піднімання й утримування на вазі або на фланці обсадної колони електродвигуна, компенсатора, протектора і секцій насоса під час здійснення монтажно-демонтажних операцій на гирлі свердловини з устаткуванням заглибленого електронасоса.
Хомут для водовіддільної колони – у свердловинному обладнанні — хомут, зміцнений болтами, на фермі опорного блока платформи, призначений для надійного кріплення до структури цього блока водовіддільної колони.